# Apophallus
Apophallus ist eine Gattung der Saugwürmer. Typspezies ist Apophallus muhlingi. Es handelt sich um Parasiten des Dünndarms bei fischfressenden Vögeln, gelegentlich auch bei piscivoren Säugetieren. Erster Zwischenwirt sind Schnecken. Zweiter Zwischenwirt sind Fische, wobei sowohl Süß-, Brack- als auch Salzwasserfische befallen werden und die Schwarzfleckenkrankheit entstehen kann. Sie kommen in Europa und Nordamerika vor.
Die Gattung Apophallus wurde von Emmett W. Price anhand der Lokalisation des Bauchsaugnapfs (Acetabulum) in Bezug auf die Geschlechtsöffnung und die Geschlechtspapille von der Gattung Cryptocotyle abgegrenzt. Das Acetabulum ist bei Apophallus gut entwickelt und liegt hinter dem schwach entwickelten Genitalsinus mit zwei Geschlechtspapillen (Gonotyle). Die Geschlechtsöffnungen liegen vor dem Acetabulum. Cryptocotyle hat dagegen einen ausgedehnten Genitalsinus und ein gering entwickeltes Acetabulum an dessen Vorderwand. Die Geschlechtsgänge öffnen sich auf einer einzelnen Gonotyle, die hinter dem Bauchsaugnapf liegt.

## Systematik
Morphologisch wurden die Arten ursprünglich anhand der Verteilung des Dotterdrüsen und nach Größe unterschieden. Dabei sind folgende Spezies akzeptiert:
- Apophallus brevis Ransom, 1920
- Apophallus callorhini (Yurakhno, 1986) Kuzmina, Tkach, Spraker, Lyons & Kudlai, 2018
- Apophallus crami Price, 1931
- Apophallus donicus (Skrjabin & Lindtrop, 1919) Price, 1931
- Apophallus erignathi (Yurakhno, 1969)
- Apophallus eumetopii (Shults, 1978)
- Apophallus imperator Lyster, 1940
- Apophallus lari (Leonov, 1957) Ferguson, Locke, Font, Steinauer, Marcogliese, Cojocaru & Kent, 2012
- Apophallus lerouxi Rayski & Fahmy, 1962
- Apophallus major Szidat, 1924
- Apophallus microsoma Ferguson, Locke, Font, Steinauer, Marcogliese, Cojocaru & Kent, 2012
- Apophallus microtestis Leonov, 1957
- Apophallus muhlingi (Jägerskiöld, 1899) Lühe, 1909
- Apophallus phocae (Shults, 1978)
- Apophallus similis (Ransom, 1920)
- Apophallus venustus (Ransom, 1920) Cameron, 1936

Nicht akzeptierte Synonyme der Gattung sind Apophalloides Yamaguti, 1971, Cotylophallus Ransom, 1920 und Rossicotrema Skrjabin & Lindtrop, 1919.